# Панино (Чеховский район)
Панино — деревня в Чеховском районе Московской области, в составе муниципального образования Городское поселение Столбовая (до 29 ноября 2006 года административно подчинялась рабочему посёлку Столбовая).

## Население
| 2002 | 2006 | 2010 |
| ---- | ---- | ---- |
| 20   | ↘9   | ↗53  |

## География
Панино расположено примерно в 14 км (по шоссе) на север от Чехова, на вдоразделе рек Трешня и Челвенка, высота центра деревни над уровнем моря — 188 м. На 2016 год в Панино зарегистрировано 3 улицы, 1 проезд
и 5 садовых товариществ.